# Eskil (biskop i Aarhus)
Eskil (død omkring 1165), var biskop i Aarhus Stift.
Han nævnes første gang blandt de tilstedeværende bisper, da Valdemar den Store efter sejren i Slaget på Grathe Hede skænkede cistercienserne Vitskøl i 1158. I den store Kirkestrid stod Eskil først ligesom flere andre bisper og kong Valdemar på den kejserlige modpave Viktor 4.s side, men fulgte snart det begyndende omslag i kongens kirkepolitik.
Han viste sin tilslutning til det franske parti og Ærkebiskop Eskil ved at medvirke til oprettelsen af et Cistercienserkloster i
Århus Stift. Han gav nemlig abbeden fra Vitskøl Kloster Henrik en grund i Sabro uden for Aarhus dertil, og da den ikke var velegnet, ombyttede han den i 1165 med en anden i Sminge. Snart flyttede munkene ind i det nye kloster, men det blev atter flyttet flere gange, og først i Øm Kloster fandt det blivende sted. Eskil var imidlertid pludselig død på et Vendertog i 1165 eller 1166.